# The BBC Sessions (album, ELO)
The BBC Sessions je kompilacijski album v živo skupine Electric Light Orchestra (ELO). Skladbe so bile posnete v studiu BBC's Langham 1, kasneje pa so bile predvajane na BBC oddaji In session with Bob Harris.
Datumi snemanja in oddajanja so bili:
- 11. januar 1973 / 27. januar 1973 (1-2)
- 25. april 1973 / 30. april 1973 (3-5)
- 13. februar 1974 / 11. marec 1974 (6-10)

## Seznam skladb
Vse pesmi je napisal in uglasbil Jeff Lynne, razen kjer je posebej napisano.
| In session with Bob Harris 22.01.1972 | In session with Bob Harris 22.01.1972 | In session with Bob Harris 22.01.1972 |
| Št.                                   | Naslov                                | Dolžina                               |
| ------------------------------------- | ------------------------------------- | ------------------------------------- |
| 1.                                    | „Kuiama‟                              | 11:06                                 |
| 2.                                    | „Roll Over Beethoven‟ (Chuck Berry)   | 7:40                                  |

| In session with Bob Harris 30.04.1973 | In session with Bob Harris 30.04.1973             | In session with Bob Harris 30.04.1973 |
| Št.                                   | Naslov                                            | Dolžina                               |
| ------------------------------------- | ------------------------------------------------- | ------------------------------------- |
| 3.                                    | „From the Sun to the World‟                       | 7:19                                  |
| 4.                                    | „Momma‟                                           | 6:56                                  |
| 5.                                    | „In the Hall of the Mountain King‟ (Edvard Grieg) | 5:42                                  |

| In session with Bob Harris 11.03.1974 | In session with Bob Harris 11.03.1974 | In session with Bob Harris 11.03.1974 |
| Št.                                   | Naslov                                | Dolžina                               |
| ------------------------------------- | ------------------------------------- | ------------------------------------- |
| 6.                                    | „King of the Universe‟                | 2:35                                  |
| 7.                                    | „Bluebird is Dead‟                    | 4:24                                  |
| 8.                                    | „New World Rising‟                    | 4:02                                  |
| 9.                                    | „Daybreaker‟                          | 3:32                                  |
| 10.                                   | „Ma-Ma-Ma Belle‟                      | 3:40                                  |

## Glasbeniki
Zasedba 1 (1–5)
- Jeff Lynne – kitara, vokali
- Bev Bevan – bobni
- Richard Tandy – klaviature
- Mike de Albuquerque – bas kitara, vokali
- Wilf Gibson – violina
- Mike Edwards – čelo
- Colin Walker – čelo

Zasedba 2 (6–10)
- Jeff Lynne – kitara, vokali
- Bev Bevan – bobni
- Richard Tandy – klaviature
- Mike de Albuquerque – bas kitara, vokali
- Mik Kaminski - violina
- Mike Edwards – čelo
- Hugh McDowell – čelo